# Burghsluis
Burghsluis ist ein Dorf am Nordufer der Oosterschelde in Schouwen-Duiveland in der niederländischen Provinz Zeeland. 
Der Ort verfügt seit dem 15. Jahrhundert über einen kleinen, zunächst vor allem landwirtschaftlich genutzten Hafen an der Oosterschelde, der inzwischen hauptsächlich der Sportschifffahrt dient, früher aber auch für die Fischerei und als Werkshafen der Rijkswaterstaat Verwendung fand. Da der Hafen auf dem Gebiet der Gemeinde Haamstede lag, trugen die Fischerboote die Kennzeichnung HS. Um 1865 wurde der Hafen befestigt und vergrößert und nach der Flutkatastrophe von 1953, die auch in Burghsluis und den Nachbarorten Serooskerke und De Schelphoek große Schäden verursachte und Todesopfer forderte, beim Bau der nahen Deltawerke erneut vertieft und auf etwa vier Hektar Größe erweitert. 
Von 1862 bis zur Zerstörung durch die deutsche Besatzung 1945 gab es in Burghsluis eine Station der Koninklijke Nederlandse Redding Maatschappij (KZHMRS) zur Rettung Schiffbrüchiger. Den „Rettern von Schouwen-Duiveland“ („Voor de Redders op Schouwen-Duiveland“) wurde 1989 von Miens van Citters aus Burgh ein Denkmal am Hafen gesetzt.
Das kuppelförmige Haus am Hafen ist die ehemalige Kuppel des Leuchtturms Westerlichttoren in Nieuw Haamstede dessen oberer Teil 1981 ersetzt wurde. Es dient als Büro des Hafenmeisters.
Etwa zwei Kilometer nordöstlich von Burghsluis liegt der spätgotische Turm Plompetoren der im 15. Jahrhundert versunkenen Ortschaft Koudekerke.

## Bilder

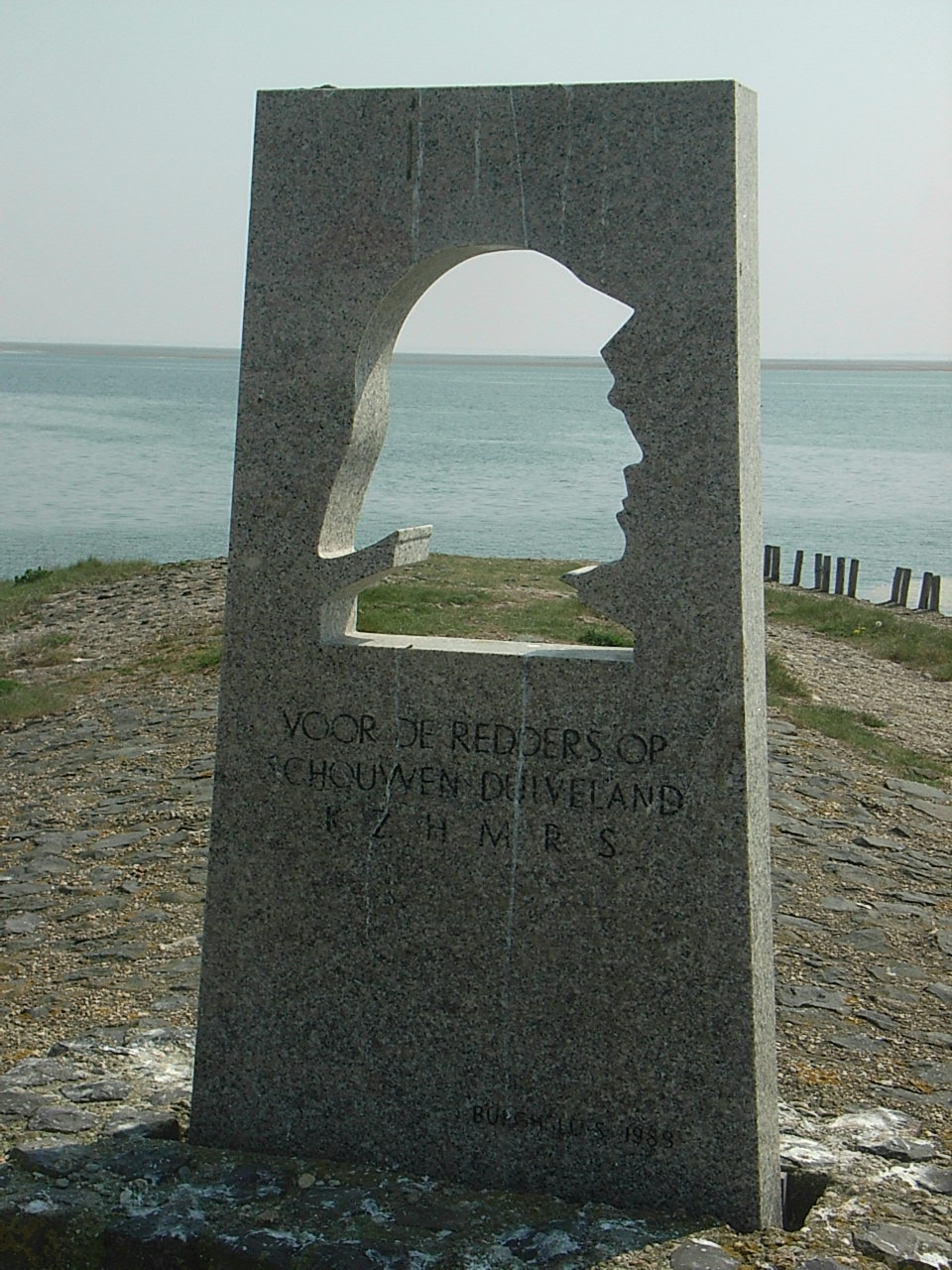
Seenotretter-Denkmal
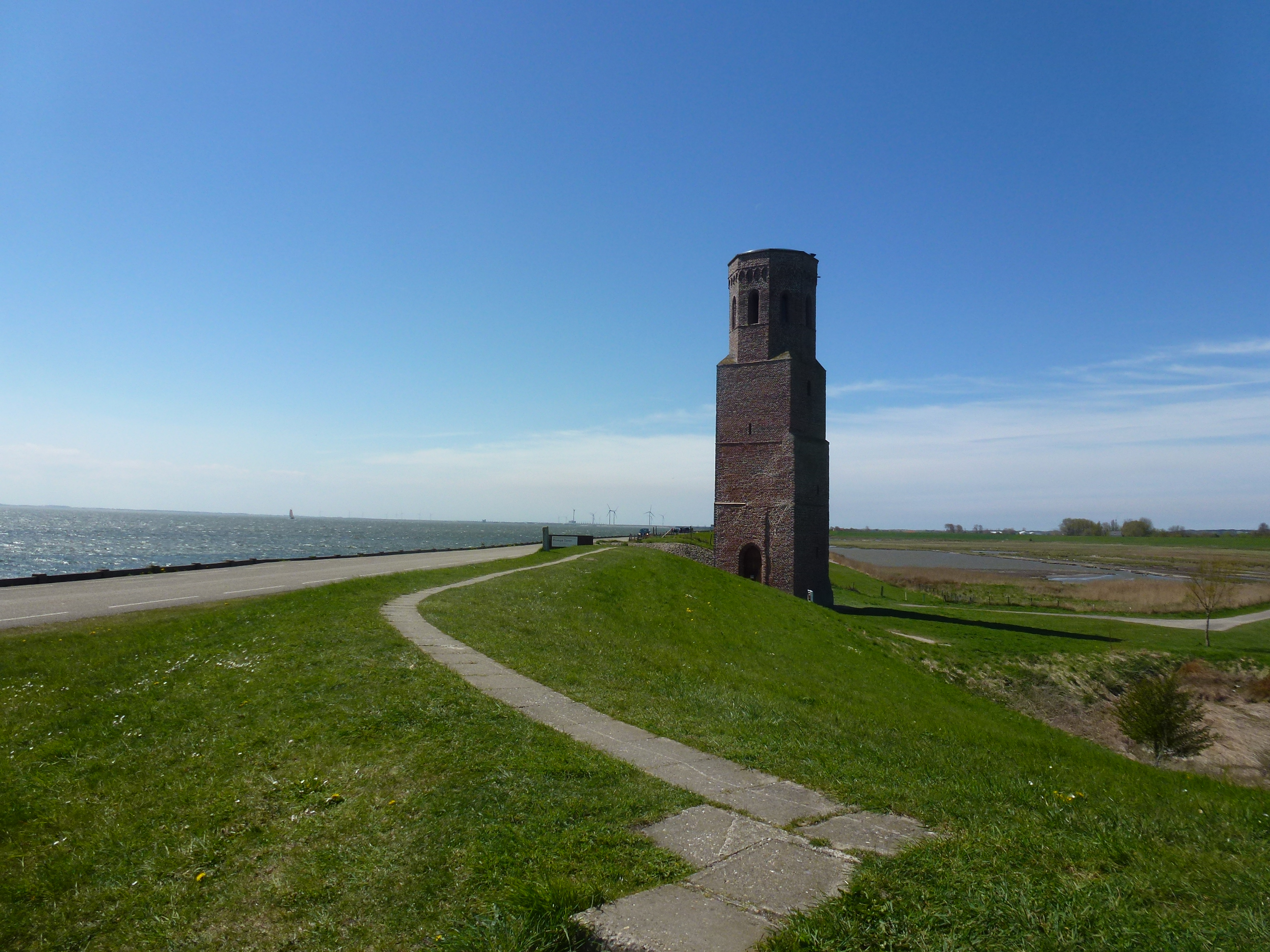
Plompetoren